# Chartreuse de Notre-Dame du Puy
La chartreuse Notre-Dame de Charensac ou chartreuse du Puy ou encore  chartreuse de Brives était un ancien monastère de Chartreux situé à Brives-Charensac en Haute-Loire.

## Histoire
La chartreuse de Bonnefoy désirant se transférer en un endroit moins exposé aux incursions des réformés cévenols, les autorités du Puy lui offrent, en 1626, la maladrerie de Corsac à Brives. En 1627, Just de Serres, évêque du Puy-en-Velay, considéré comme le fondateur, cède la maladrerie de Corsac et ses biens aux pères chartreux. En 1628, la majeure partie des chartreux se retire près de la maladrerie de Corsac. Le contrat est passé en 1628, mais la chartreuse de Bonnefoy est maintenue, c'est une nouvelle maison, très pauvre, qui se bâtit lentement.
En 1634, Guillaume de Hautefort, clerc du diocèse de Viviers, résigne ses prieurés de Saint-Martial en Boutières et son annexe, le prieuré de Notre-Dame de Tournon-lès-Privas en faveur des chartreux pour favoriser la fondation de la nouvelle chartreuse de Brives.
En 1673, l'existence est menacée par un édit de réunion des anciennes maladreries à l'ordre de Saint-Lazare. Le danger écarté, les chartreux achètent, en 1675, le fief de Villeneuve-de-Corsac, à la famille de Polignac pour une implantation définitive. L’achèvement de la chartreuse bute contre des droits que possède le chapitre de la cathédrale Notre-Dame-de-l'Annonciation du Puy-en-Velay sur une chapelle ruinée au lieu dit Le peyrou de Corsac, droits concrétisés par une sentence de 1385. Les représentants du chapitre transigent avec Jean de Boyer, prieur, en présence d’Armand de Béthune, évêque du Puy, le 9 mai 1677. Le 25 juillet 1677, la première pierre du futur couvent  est posée. Le 23 novembre 1695, la quasi-majorité des chartreux de Bonnefoy quitte définitivement Bonnefoy pour le château de Villeneuve-de-Corsac, sur Le peyrou de Corsac.
Les constructions du grand-cloître ne sont pas encore achevées à la Révolution. La chartreuse ne compte plus, en mars 1789, que 10 moines dont certains logent en ville. Le 13 février 1790, l'Assemblée constituante prononce l'abolition des vœux monastiques et la suppression des congrégations religieuses. La communauté se disperse en juillet 1791.
Le couvent est vendu comme bien national. Jean-Antoine Mariac, du Puy, acquiert la chartreuse et fait venir les eaux de la Loire par un canal qui traverse les propriétés de plusieurs particuliers et fait installer à la chartreuse des étendoirs où le papier de la papeterie du Teuil, dans la commune des Estables est séché. En 1798, une partie des bâtiments, dont l'église, est démolie.
En 1816, Augustin Péala, supérieur du séminaire du Puy, rachète la chartreuse. Un petit séminaire s'y installe en  novembre 1818. Après 1826, on y crée de nouveaux locaux et transforme le réfectoire en église. En 1851, il y a 200 élèves. En 1906, le petit séminaire est fermé à la suite de la loi de séparation des Églises et de l'État.
Pendant la Première Guerre mondiale, le site sert de dépôt d'internement civil, notamment de familles austro-hongroises et allemandes qui quittent la chartreuse en octobre 1919. En 1924, le diocèse du Puy-en-Velay en fait l'acquisition et le petit séminaire revient en 1926. Pendant la Seconde Guerre mondiale, la chartreuse sert d'hôpital militaire jusqu'en 1940, avant de devenir un centre d'apprentissage et de formation professionnelle. Par arrêté du 21 août 1992, l'ancienne chartreuse est inscrite au titre des monuments historiques. En 1995, le lycée Paradis à Espaly est transféré sur le site de la chartreuse à Brives-Charensac. Le Pôle La Chartreuse-Paradis propose des formations allant de l'école primaire jusqu'au baccalauréat.

## Moines notables

### Prieurs
- 1677 : Jean de Boyer (†1684), natif de Murat, profès de Cahors, prieur de Bordeaux, commissaire général au Portugal, en Espagne, visiteur des chartreuses d'Italie, en Allemagne, convisiteur et visiteur de la province d'Aquitaine, prieur des Castres[12],[1].

- 1682 : Joseph Torrilhon (†1706), originaire du Velay, profès de Toulouse, prieur de Castres en 1678, transféré au Puy en 1682, prieur de Bordeaux et convisiteur d’Aquitaine. En 1694, il passe prieur de Cahors et visiteur, redevient en 1701 prieur de Castres, déposé en 1705.

- 1686 : Jacques Prozet[13].

## Anciens élèves
- Gustave de Pélacot, (1840-1907), évêque de Troyes de 1898 à 1907 et archevêque de Chambéry
- Joseph Gibert, né le 18 février 1852 et créateur de Gibert Joseph[14]
- Henri Vasselon, né le 1er avril 1854 et mort le 7 mars 1896 (à 41 ans) à Osaka (Japon), prélat, évêque d'Osaka
- Jacques Arsac, né le 1er février 1929, universitaire, Informaticien et radioastronome, il a été professeur émérite à l’université Pierre-et-Marie-Curie, membre de l'Académie des sciences. Il est le fondateur principal des options informatiques aussi bien à l'université qu'au lycée.
- Gérard Roche, né le 29 décembre 1942, homme politique

## Patrimoine foncier
La maladrerie de Brives possédait un domaine à Sinzelles qui s'étendait sur les actuelles communes de Blavozy, Saint-Germain-Laprade et Saint-Pierre-Eynac. Le patrimoine foncier aussi est constitué de domaines et d'anciens droits à Fay-la-Triouleyre et à Durianne (1693).